# Грег Лейк
Грег Лейк (на английски: Gregory Stuart 'Greg' Lake) е британски рок певец и музикант, най-известен като първият вокалист на група King Crimson и член на триото Emerson, Lake and Palmer. Смятан е за една от най-важните фигури в прогресив рока.

## Биография
Започва на свири на китара на 12-годишна възраст, когато получава китара като подарък за рождения си ден. Впоследствие се записва на уроци при местния учител Дон Страйк. На уроците при Страйк се запознава с бъдещия китарист на King Crimson Робърт Фрип, с когото скоро стават близки приятели. По това време Лейк е повлиян от различна музика като пиесите за цигулка на Николо Паганини, рокендрола на Литъл Ричард и Шадоус, поп музиката от 30-те години на XX век.
Присъединява се към първата си група Unit Four през 1965 г., като предимно изпълняват кавър версии. След това за кратко е в групите The Shame и Shy Limbs. През 1968 г. става член на The Gods, където свири с Кен Хенсли и Лий Кърслейк.
През 1969 г. е поканен от Робърт Фрип да се присъедини към новосформираната група King Crimson като вокал и бас китарист. През октомври същата година групата издава дебютния си албум In the Court of the Crimson King, който постига комерсиален успех и става златен в САЩ и Великобритания и платинен в Канада. По думите на Лейк албумът има широк отзвук, тъй като публиката харесала ъндърграунд звученето, а според музикалната критика King Crimson предложили нещо свежо на музикалната сцена.
По време на турнето в подкрепа на албума Лейк се запознава с клавириста Кийт Емерсон от подгряващата група The Nice. След като участва в записите на втория албум на King Crimson In the Wake of Poseidon, през април 1970 г. Лейк напуска групата, за да се присъедини към Emerson, Lake and Palmer. Едноименният дебютен албум на триото излиза през ноември 1970 г., а песента Lucky man достига до Hot 100 в класацията на Билборд. Впоследствие членовете на групата често изпадат в конфликти заради музикалното направление. Емерсон е повече повлиян от класическата музика с идеята да прави по-сложни композиции, докато Лейк е по-близо до класическия рок. По време на записите на втория албум Tarcus Лейк отказва да включи заглавната песен, но впоследствие е достигнат компромис, след като композицията на Грег Battlefield е включена като една от частите на 20-минутната песен Tarcus. Следват албумите Trilogy и Brain Salad Surgery, които са приети добре от критиката. През 1974 г. групата се разпада, преди да се събере отново през 1977 г. През 1979 г. Емерсон, Лейк и Палмър се разделят окончателно.
Още като част от ЕЛП, Лейк стартира самостоятелната си кариера. Първият му сингъл е песента I believe in father Christmas, издадена през 1975 г. Записва два самостоятелни албума – Greg Lake през 1981 г. и Manoeuvres през 1983 г. През 80-те години за кратко е част от супергрупата Ейша, а през 1985 г. е част от Емерсон, Лейк и Пауъл, като Кози Пауъл заменя Карл Палмър на барабаните. В началото на 90-те Емерсон, Лейк и Палмър се събират в оригиналния си състав и издават още два албума – Black moon (1992) и In the hot seat (1994).

## Дискография

### С King Crimson
- In the Court of the Crimson King (1969)
- In the Wake of Poseidon (1970)

### С Emerson, Lake & Palmer
- Emerson, Lake & Palmer (1970)
- Tarkus (1971)
- Pictures at an Exhibition (1971)
- Trilogy (1972)
- Brain Salad Surgery (1973)
- Works Volume 1 (1977)
- Works Volume 2 (1977)
- Love Beach (1978)
- Black Moon (1992)
- In the Hot Seat (1994)

### С Emerson, Lake & Powell
- Emerson, Lake & Powell (1986)

### Соло
- Greg Lake (1981)
- Manoeuvres (1983)